# Nino Defilippis
Nino Defilippis (ur. 21 marca 1932 w Turynie, zm. 13 lipca 2010 tamże) – włoski kolarz szosowy, srebrny medalista mistrzostw świata.

## Kariera
Największy sukces w karierze Nino Defilippis osiągnął w 1961 roku, kiedy zdobył srebrny medal w wyścigu ze startu wspólnego podczas mistrzostw świata w Bernie. W zawodach tych wyprzedził go jedynie belg Rik Van Looy, a trzecie miejsce zajął Francuz Raymond Poulidor. Był to jednak jedyny medal wywalczony przez niego na międzynarodowej imprezie tej rangi. W tej samej konkurencji był też między innymi piąty na rozgrywanych osiem lat wcześniej mistrzostwach świata w Lugano. Ponadto był między innymi pierwszy w Trofeo Baracchi i drugi w Giro di Lombardia w 1952 roku, pierwszy w Tre Valli Varesine w 1953 roku, pierwszy w Giro del Piemonte w latach 1954 i 1958, zwyciężał w Giro dell’Emilia w latach 1954 i 1955, wygrał Giro di Toscana i był trzeci w Giro dell’Appennino w 1960 roku, a rok później był najlepszy w Giro del Veneto i drugi w Ronde van Vlaanderen. Wielokrotnie startował w Giro d’Italia wygrywając łącznie 10 etapów. W klasyfikacji generalnej najlepszy wynik osiągnął w 1962 roku, kiedy był trzeci. Czterokrotnie startował w Tour de France, wygrywając przy tym siedem etapów. W klasyfikacji generalnej był między innymi piąty w 1956 roku i siódmy rok później. W latach 1956 i 1962 wygrywał po jednym etapie Vuelta a Espana, w pierwszym przypadku wygrywając także klasyfikację górską. Mimo to w obu edycjach nie dotarł do mety. Nigdy nie wystąpił na igrzyskach olimpijskich. W 1964 roku zakończył karierę.